# Oostburg
Oostburg è una località e un'ex-municipalità dei Paesi Bassi situata nella provincia della Zelanda. 
Soppressa il 1º gennaio 2003, il suo territorio, assieme a quello della ex-municipalità di Sluis-Aardenburg, è andato a formare la ricostituita municipalità di Sluis.

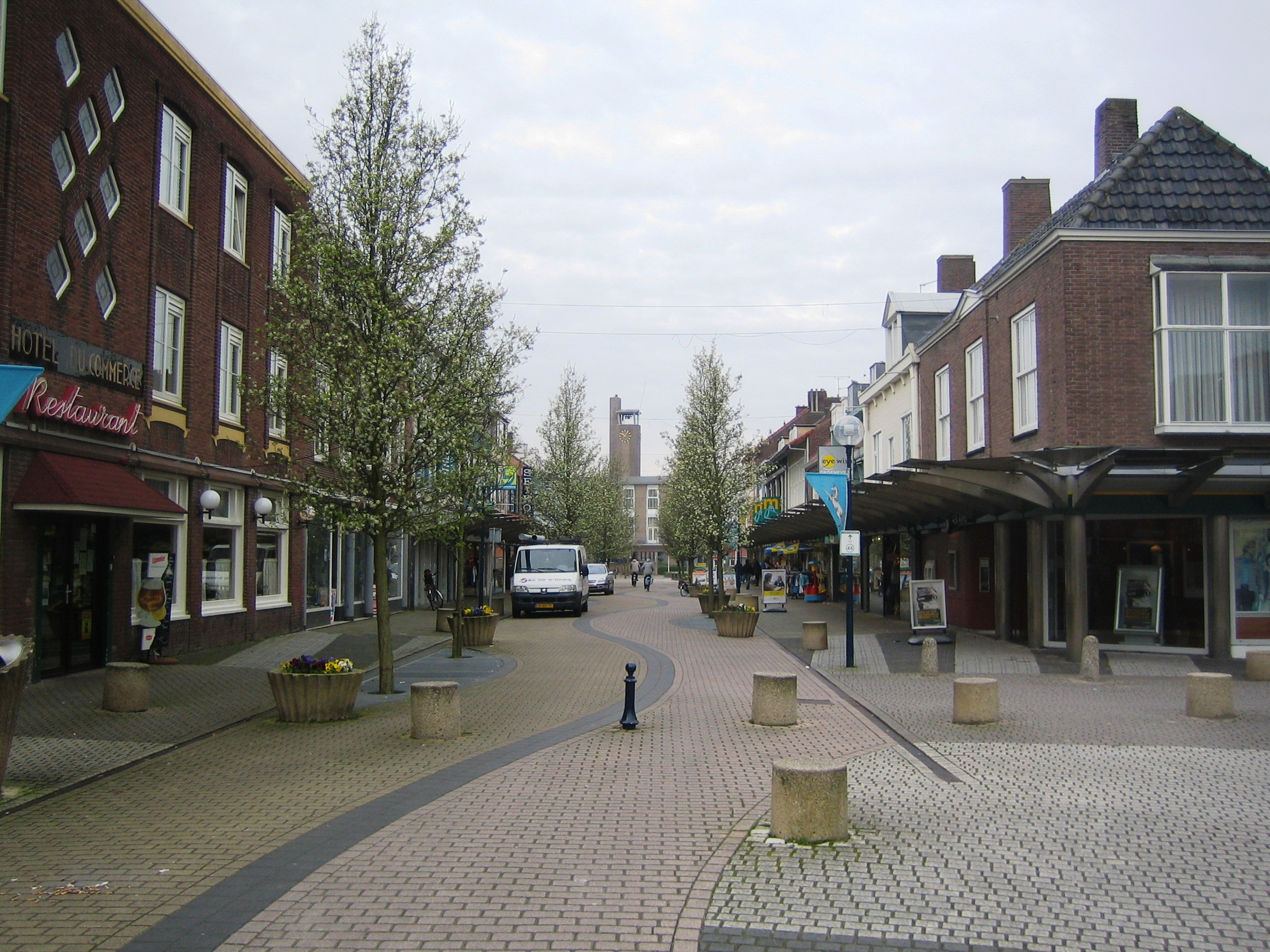

La località è l'attuale sede comunale del comune di Sluis.